# 登渡神社

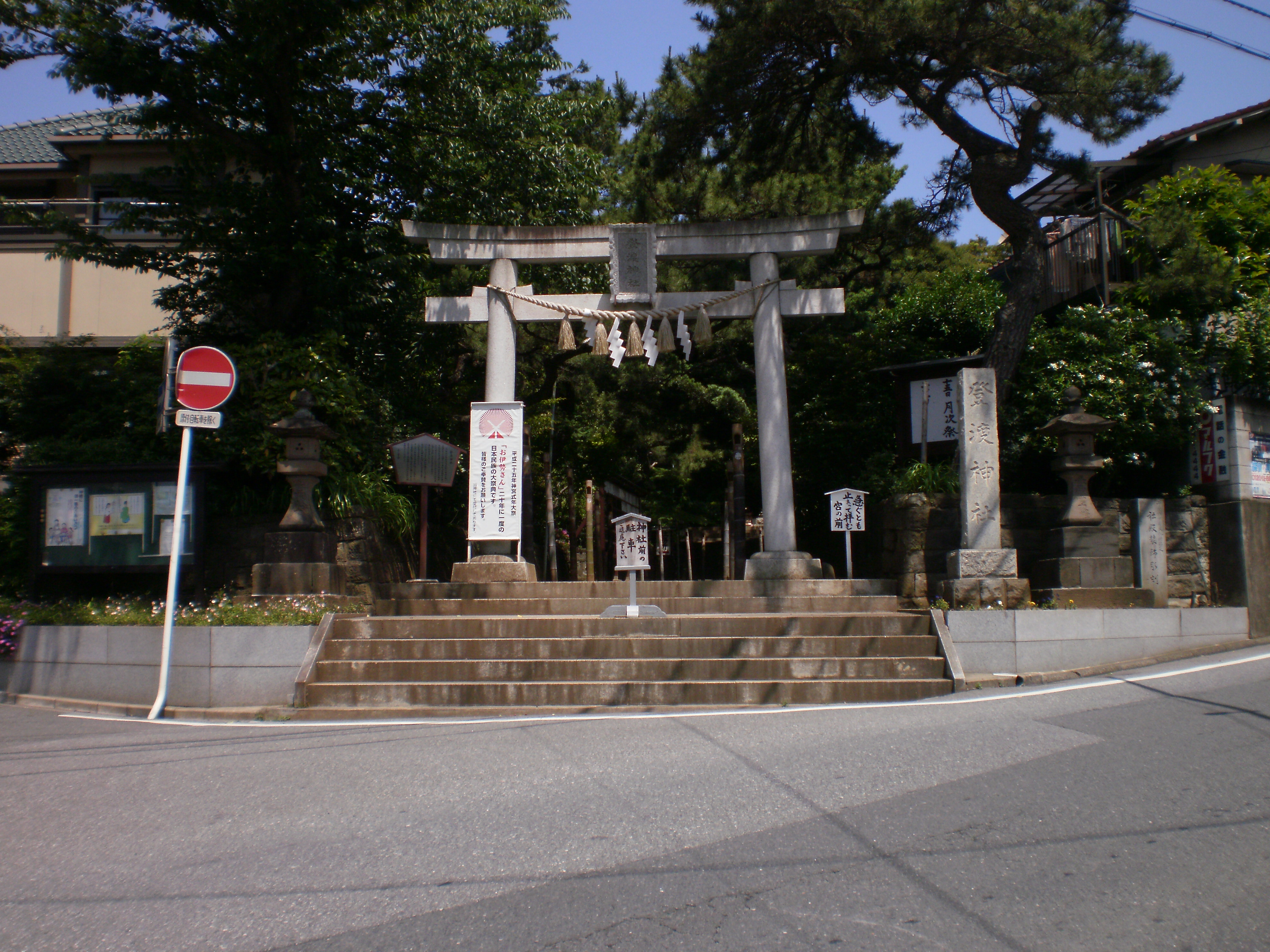
鳥居

登渡神社（とわたりじんじゃ）は千葉県千葉市中央区登戸にある神社。千葉氏ゆかりの妙見社のひとつである。西千葉総鎮守。通称登戸神社（のぶとじんじゃ）。

## 祭神
- 天御中主命・高皇産霊命・神皇産霊命（造化三神）
- 天日鷲命

## 由緒
千葉氏の末裔登戸権介平定胤が祖先を供養するため、地区の最高点である遠望台（標高約15m）に千葉妙見宮（現在の千葉神社）の末寺を正保元年（1644年）9月5日に勧請し、千葉氏の門族の出身であった僧定弁を守護の任にあてた白蛇山真光院定胤寺を起縁とする。
慶応3年（1867年）12月26日に登渡神社と改め、祭神を妙見菩薩と同一視される天御中主神以下の造化三神に定める。明治41年（1908年）登戸字鷲塚（現在の千葉市中央区新千葉三丁目）にあった鷲神社を合祀し、同神社の祭神、天日鷲命を加えて4柱となった。
平成2年（1990年）に平成の大造営により、本殿を境内の奥へ移築し、その前に拝殿と幣殿を設け、同6年（1994年）には鎮座350年を記念して正面階段と参道を修復し、鳥居を新規に建立した。

## 例祭
9月4日から6日の3日間に亘って斎行され、5日には神輿渡御も行われる。

## 社殿
本殿
総欅造、方3間の入母屋造平入で屋根は銅板瓦葺。元は寺院であったために伽藍構造をしている。下総国葛飾郡八木村の棟梁紋次郎の施工。信州上諏訪（現長野県諏訪市）立川流の彫刻師立川内匠正（和四郎富昌）作の彫刻が配され、その彫刻は千葉市文化財。信徒の浄財500両により嘉永3年（1860年）6月完成、平成2年に現在地へ移築された。
拝殿
間口6間、奥行3間、檜造の入母屋造平入で銅板一文字葺屋根。平成2年完成。
幣殿、神饌所、祭器庫
間口5間、奥行2間半、切妻屋根。平成2年完成。

## 文化財
本殿小壁嵌板彫刻
千葉市有形文化財（彫刻）（昭和43年（1968年）指定）
登戸の神楽囃子
千葉市地域文化財（無形民俗文化財）（平成20年（2008年）登録）

## その他

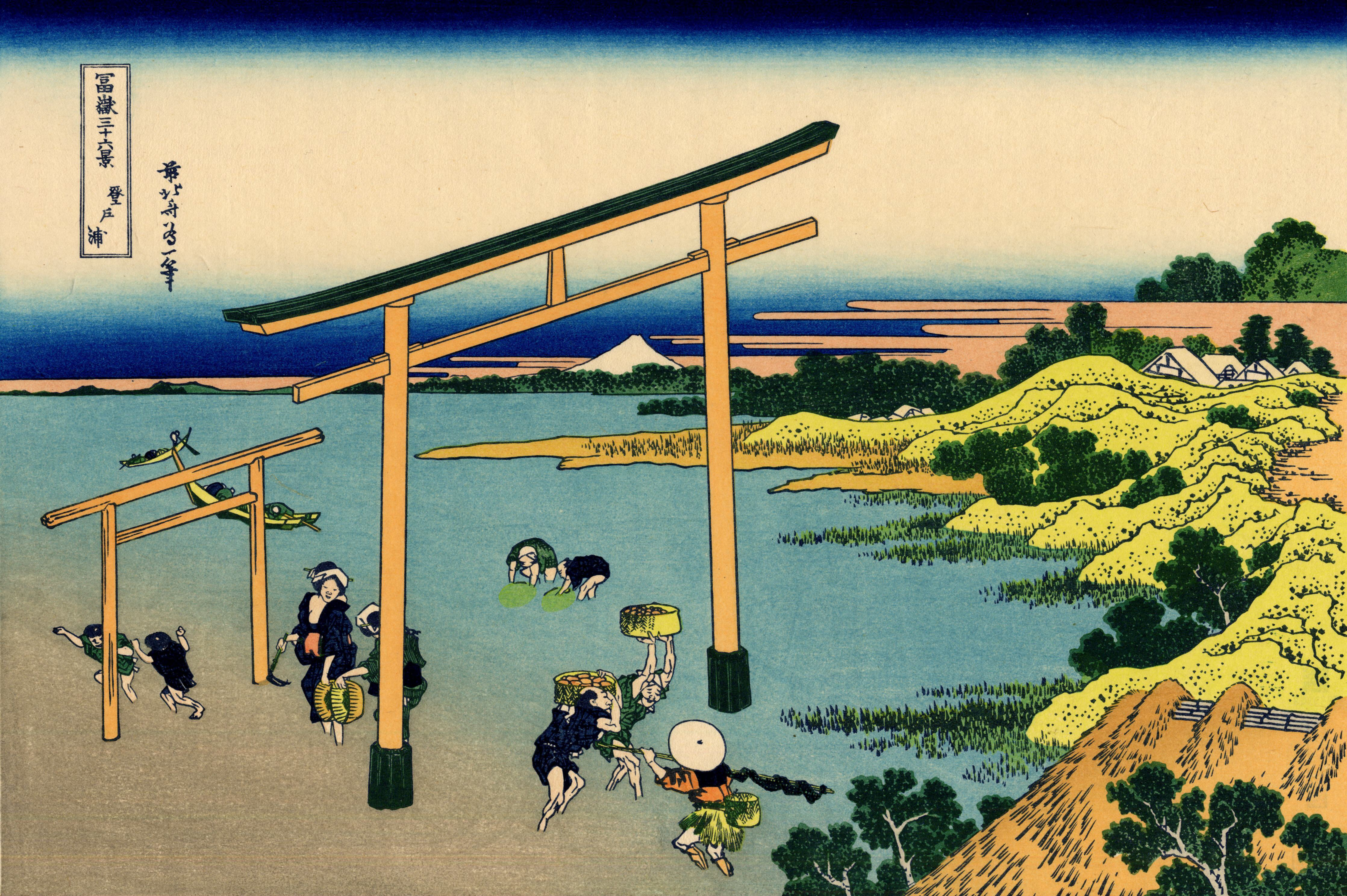
葛飾北斎『冨嶽三十六景』「登戸浦」

- 葛飾北斎が『冨嶽三十六景』「登戸浦」を描いた場所とされる。
- 本殿横の丘の頂には富士講の山水講による石柱（明治15年（1882年）のもの）が残っている。
- 正面鳥居脇には一等水準点が設置されている。

## 交通
京成千葉線新千葉駅から国道14号（千葉街道）方向へ徒歩5分